# Albertistaube
Die Albertistaube (Gymnophaps albertisii), oder Papua-Bergtaube, gelegentlich auch Nacktaugentaube oder Nackentaube  genannt, ist eine Art der Taubenvögel. Sie kommt ausschließlich in Südostasien vor.

## Erscheinungsbild
Die Albertistaube erreicht eine Körperlänge von 33 bis 36 Zentimetern. Sie gleicht damit in ihrer Körperlänge etwa der einer mittelgroßen Haustaube. Verglichen mit dieser sind ihr Schwanz und ihre Flügel länger.
Das Gefieder ist überwiegend dunkelgrau. Die Federn der Flügeldecken sind schwarz gesäumt, so dass hier eine Schuppenzeichnung entsteht. Die Ohrflecken sowie die Kehle und der Bauch sind rötlich braun. Die Brust ist cremefarben. Die Füße sind rötlich. Die Iris ist rot mit einem orangefarbenen Außenring. Der Schnabel ist grau und hellt zur Spitze hin blassrosa auf.

## Verbreitung und Lebensraum
Die Albertistaube hat ihren Verbreitungsschwerpunkt auf Neuguinea. Sie kommt außerdem auf den angrenzenden Inseln Yapen, Goodenough und den Bismarck-Inseln in der Nähe von Neubritannien und Neuirland vor. Auf den beiden letzteren Inseln kommt sie vor, ist aber verhältnismäßig selten. Auch Bacan, eine der Inseln der Molukken wird in geringer Zahl von ihr besiedelt.
Die Albertistaube ist eine Art primärer Berg- und Hügelwälder. Sie wird auf Neuguinea gelegentlich bis in eine Höhe von 3.350 Meter beobachtet. Im Tiefland werden gelegentlich fliegende Schwärme beobachtet, sie scheint diesen Lebensraum jedoch nicht zu nutzen.

## Verhalten
Die Albertistaube tritt meist in Schwärmen auf. Diese umfassen gewöhnlich zehn bis vierzig Individuen, aber auch Schwärme mit bis zu 80 Tauben werden immer wieder beobachtet. Am häufigsten ist sie zu beobachten, wenn sie in diesen Schwärmen hoch in der Luft Tiefland überqueren. Fliegen sie niedrig, so ist ein lautes Fluggeräusch als Instrumentallaut vernehmbar.
Die Albertistaube frisst verschiedene Früchte. Einen großen Teil im Nahrungsspektrum nehmen dabei Cryptocarya tesselata, die verschiedenen Planchonella-Arten, Ascarina philippinensis und verschiedene Feigen-Arten ein. Sie scheint partiell nomadisch zu leben, was dazu führt, dass sie auf den von dieser Art weniger häufig besiedelten Inseln die Populationszahlen stark fluktuieren. Ihre Ruhezeit verbringen sie hoch in den Bergwäldern und suchen dann niedrigeres Gebiet zum Fressen auf. Dabei gleiten sie häufig in hoher Geschwindigkeit mehrere hundert Meter mit zurückgebogenen Flügeln hinab.
Die Albertistaube hat ein auffallendes Balzverhalten, bei denen die Männchen schnell die Berghänge hinabgleiten und dann mit schnellen Flügelschlägen wieder an Höhe gewinnen. Die Fortpflanzungszeit fällt schwerpunktmäßig in die Monate Oktober bis März, jedoch hat man Jungvögel schon das ganze Jahr über beobachtet. Das Nest wird in Bäumen oder auf Felsbändern errichtet und ist eine kleine, lose zusammengefügte Plattform. Das Gelege besteht aus einem Ei.

## Belege